# Nadkażenie
Nadkażenie, superinfekcja – powikłanie polegające na tym, że do istniejącego zakażenia dołącza się i rozwija kolejne, wywołane innym patogenem. Do takiej sytuacji dochodzi na przykład, gdy do toczącego się wirusowego zapalenia dróg oddechowych dochodzi infekcja bakteryjna, powodując zapalenie oskrzeli. 
Ze względu na wielką i postępującą zmienność genetyczną niektórych wirusów w obrębie swojego rodzaju, w tym HIV, istnieje możliwość nadkażenia się osoby zarażonej wirusem HIV inną, zmutowaną wersją tegoż wirusa (z reguły uodpornioną na niektóre leki antyretrowirusowe albo charakteryzującą się zwiększoną zjadliwością). Nadkażenie takie może znacznie obniżyć skuteczność stosowanej terapii antyretrowirusowej (zob. HAART) i przyśpieszyć wystąpienie pełnoobjawowego AIDS. Dlatego ważne jest, aby walczyć z mitem: Nie ma ryzyka podczas stosunku płciowego dwóch osób zainfekowanych HIV – sytuacja ta nie zwalnia partnerów od ciągłego stosowania zabezpieczenia w formie prezerwatyw. Należy pamiętać także, że w przypadku zakażenia się partnerów tym samym wirusem po kilku latach w ich organizmach mogą wytworzyć się wirusy ze zmutowanym genomem, które po dokonaniu nadkażenia między partnerami mogą znacznie utrudnić leczenie i pogorszyć rokowanie.
Superinfekcję należy odróżnić od koinfekcji, w przypadku której dochodzi do jednoczasowego zakażenia dwoma lub więcej czynnikami chorobotwórczymi.

Przeczytaj ostrzeżenie dotyczące informacji medycznych i pokrewnych zamieszczonych w Wikipedii.